# 2013 TV135
```
2013 TV135 — астероїд, що зближується із Землею, з орієнтовним діаметром близько 410 метрів. 

## Відкриття
Астероїд був відкритий астрономом-любителем Геннадієм Борисовим у Криму за допомогою саморобного 20-сантиметрового телескопа. Астероїд був виявлений за знімками, зробленими 8 жовтня 2013 року.

## Орбіта та характеристики
16 вересня 2013 року астероїд пройшов на відстані 0,045 а.о. (6,7 млн км) від Землі. 20 вересня він досяг перигелію — найменшої відстані до Сонця. Орбіта астероїда має ексцентриситет 0,475 та нахил 6,7° до екліптики. 

## Потенційні зближення із Землею
Астероїд **2013 TV135** віднесено до категорії потенційно небезпечних об'єктів (PHO). Початково, після 10 днів спостережень, ймовірність зіткнення із Землею 26 серпня 2032 року оцінювалася як 1/14000. Пізніші спостереження показали, що у 2032 році астероїд пройде на відстані 0,6 а.о. (56 мільйонів км) від Землі. 
Подальші обчислення лабораторії NASA JPL дозволили виключити астероїд із потенційно небезпечних об'єктів, перевівши його в категорію 0 за Туринською шкалою, що означає "ймовірність зіткнення відсутня або дуже низька". Ймовірність зіткнення у 2032 році знизилася до 1 на 345 тисяч, а для 2047 року — до 1 на 11,9 мільйона.